# Pechina
Pechina község Spanyolországban, Almería tartományban. Lakosainak száma 4463 fő (2024).

## Földrajza
Pechina Almería, Viator, Huércal de Almería, Benahadux, Rioja és Tabernas községekkel határos.

## Népesség
A település lakosságának változását az alábbi diagram mutatja:
| Lakosok száma | 2836 | 3114 | 3463 | 3690 | 3748 | 3849 | 3900 | 4037 | 4143 | 4463 |
|               | 2001 | 2004 | 2006 | 2009 | 2011 | 2014 | 2016 | 2019 | 2021 | 2024 |